# Вълци (филм)
„Вълци“ (на японски: 出所祝い) е японски филм от 1971 година, криминална драма на режисьора Хидео Гоша по негов сценарий в съавторство с Кеи Тасака.
В центъра на действието, развиващо се през 20-те години на XX век, е високопоставен якудза, завърнал се у дома след престой в затвора, който е изправен пред конфликт между лоялността си към клана, съчувствието си към дъщерята на наскоро починалия му ръководител, която трябва да се ожени против волята си в дипломатическа сделка, и резервите си към политиката на новия ръководител на клана, отклоняваща се от традиционната етика на якудза. Главните роли се изпълняват от Тацуя Накадаи, Тошио Куросава, Кумаки Курихара, Киоко Енами.